# Kuml
Kuml är en kulle i Antarktis. Den ligger i Östantarktis. Norge gör anspråk på området. Toppen på Kuml är 1 947 meter över havet.
Terrängen runt Kuml är lite kuperad, och sluttar norrut. Trakten är obefolkad. Det finns inga samhällen i närheten.